# Flaga Malty
Flaga Malty (malt. Bandiera ta' Malta) – prostokąt podzielony na dwa pionowe pasy jednakowej szerokości, biały i czerwony (pas biały przy drzewcu); w górnym narożniku białego pasa, tuż przy drzewcu, flagę zdobi Krzyż Jerzego w czerwonym obramowaniu umieszczony w na białym pasie.

## Historia
Jak podaje tradycja, kolory na fladze nawiązują do proporca normandzkiego rodu de Hauteville, z którego wywodził się hrabia Roger, który w XI wieku wyparł z wyspy Arabów, a w dowód wdzięczności za gościnność ofiarował Maltańczykom pół proporca rodowego.
Krzyż Jerzego znajdujący się na fladze to odznaczenie, które przyznał Malcie król brytyjski Jerzy VI w 1942 w uznaniu za odwagę Maltańczyków podczas II wojny światowej podczas oblężenia ich ojczyzny.
Obecny wzór flagi został przyjęty 21 września 1964.

## Konstrukcja i wymiary
Prostokąt o proporcjach 2:3 podzielony na dwa równe pionowe pasy: biały i czerwony.

### Krzyż Jerzego
Wewnątrz krzyża znajduje się wizerunek świętego Jerzego na koniu walczącego ze smokiem. Otacza go napis: „for gallantry” (ang. za waleczność). Wokół okręgu z napisem, na łączeniu ramion, cztery litery „G” z wpisaną w nią cyfrą „VI” będące inicjałami króla Jerzego VI (George VI), który ustanowił to odznaczenie.

## Wersje historyczne flagi

Flaga brytyjskiej Malty używana do 1875
Flaga brytyjskiej Malty w latach 1875–1898; proporcje 1:2
Flaga brytyjskiej Malty w latach 1898–1923; proporcje 1:2
Flaga brytyjskiej Malty w latach 1923–1943; proporcje 1:2
Flaga brytyjskiej Malty w latach 1943–1964; proporcje 1:2
Cywilna flaga Malty (nieoficjalna) używana do 1943
Cywilna flaga Malty (nieoficjalna) w latach 1943–1964; użyta między innymi podczas LIO 1948 w Londynie; proporcje 2:3

### Sztandary osób rządzących

Sztandar gubernatora brytyjskiej Malty w latach 1875–1898
Sztandar gubernatora brytyjskiej Malty w latach 1898–1943
Sztandar gubernatora brytyjskiej Malty w latach 1943–1964
Sztandar gubernatora generalnego brytyjskiej Malty w latach 1964–1974
Sztandar królewski Elżbiety II w latach 1964–1974; proporcje 2:3